# Bundestagswahlkreis Merseburg – Querfurt – Weißenfels
Der Bundestagswahlkreis Merseburg – Querfurt – Weißenfels war von 1990 bis 2002 ein Wahlkreis in Sachsen-Anhalt. Er besaß die Nummer 290 und umfasste die ehemaligen Landkreise Merseburg, Querfurt und Weißenfels. Im Rahmen der Wahlkreisreform von 2002, bei der die Anzahl der Wahlkreise in Sachsen-Anhalt von dreizehn auf zehn reduziert wurde, wurde das Gebiet des Wahlkreises auf die Wahlkreise Burgenland und Mansfelder Land aufgeteilt.
Die letzte direkt gewählte Wahlkreisabgeordnete war Sabine Kaspereit (SPD).

## Wahlkreissieger
| Wahl | Name             | Partei | Erststimmen |
| ---- | ---------------- | ------ | ----------- |
| 1998 | Sabine Kaspereit | SPD    | 41,4 %      |
| 1994 | Clemens Schwalbe | CDU    | 42,7 %      |
| 1990 | Clemens Schwalbe | CDU    | 41,2 %      |